# Mary Emma Corey
Mary Emma Corey, nacida Miller (agosto de 1879-15 de abril de 1912), fue una pasajera de segunda clase del RMS Titanic que pereció en el naufragio del transatlántico.

## Biografía
Nacida probablemente en el condado de Cambria, en Pensilvania, Mary era la hija mayor de John Alexander Miller y Sarah Jarrett, ambos nativos de Pensilvania. Mary tenía ocho hermanos: John (nacido en 1883), los mellizos Albert y Bertha (nacidos en 1885), Howard (nacido en 1887), Percy (nacido en 1890), Elva (nacida en 1894), Lydia (nacida en 1896) y Sarah (nacida en 1899).
La familia aparece en el censo de 1900 como residente en Elliot, Pittsburgh, mientras que en el de 1910 figura como habitante en la ciudad misma. Mary, conocida como Mamie, trabajaba como profesora en la Westlake School. Contrajo matrimonio en Windsor, Essex (Ontario), el 26 de agosto de 1911 con Percy Coleman, oriundo de Pensilvania e hijo de Joseph Corey y Anna Waite. Percy había contraído matrimonio previamente en 1896 con Minnie Bedford, con quien tuvo un hijo, Harold, nacido en 1895, si bien el matrimonio había terminado en divorcio.
Mary se mudó a Burma, India, donde su esposo trabajaba como superintendente en una compañía petrolífera, quedándose embarazada durante su estancia, motivo por el que decidió regresar a Pensilvania, ya que deseaba tener allí a su hijo. El 10 de abril de 1912, Mary subió a bordo del RMS Titanic en Southampton como pasajera de segunda clase junto con Claire Karnes, compartiendo ambas el billete número 13534. Claire, residente en Pittsburgh, estaba casada con Frank, quien trabajaba para Percy en Burma, donde ambas mujeres se conocieron. Al igual que Mary, Claire también estaba embarazada.
Mary pasó probablemente su último día de vida en la biblioteca de segunda clase. A este respecto, Lawrence Beesley escribió:

Cerca de mí - - tan cerca que no puedo evitar oír fragmentos de sus conversaciones - - hay dos damas americanas, ambas vestidas de blanco, jóvenes, probablemente sólo amigas: una había estado en la India y está regresando de Inglaterra, la otra es una profesora en América, una chica agraciada con un distinguido aire realzado por un par de quevedos.

Tanto Mary como Claire fueron dos de las doce mujeres de segunda clase que perecieron en el naufragio del Titanic la noche del 14 al 15 de abril. La razón por la que ninguna de ellas abandonó el barco resulta desconocida. El esposo de Claire, Frank, había fallecido en la India durante su ausencia, ignorando ésta la muerte de su marido al momento de producirse el desastre.
Uno de los hermanos de Mary, Percy, quien tenía la esperanza de que su hermana hubiese sobrevivido, acudió, sin éxito, a varios hospitales de Nueva York y habló con algunos de los supervivientes del naufragio con el fin de obtener alguna pista sobre su paradero. Varios de ellos afirmaron haber hablado con Mary en el Titanic, pero ninguno la había visto a bordo del RMS Carpathia, el barco que rescató a los supervivientes del desastre.
Percy Coleman regresó posteriormente a Estados Unidos, contrayendo matrimonio en 1914 en Los Ángeles, California, con Hazel Eugenia McDaniels, quien era divorciada. El matrimonio duró poco tiempo y Percy se casó con una mujer inglesa, Florence Agnes Snell, con quien tuvo dos hijas, ambas nacidas en Burma: Margaret y Patricia. El hijo de su primer matrimonio, Harold, murió en un accidente de aviación en Nueva York en 1919, muriendo Percy en San Luis Obispo, California, el 3 de abril de 1960.